# Філоненко Євгенія (фігуристка)
Євге́нія Філо́ненко (* 1982) — українська парна фігуристка. Учасниця Олімпійських ігор.

## Життєпис
Народилася 1982 року. Виступала в парі з Ігорем Марченком та Олександром Честних. Разом з Марченком зайняла 11-те місце на зимових Олімпійських іграх 1998 року. Вони завоювали дві медалі на Чемпіонаті світу з фігурного катання серед юніорів — срібну в 1996 році та бронзову в 1995-му. Вони є чемпіонами України 1998 року.
Після розірвання партнерства з Марченком виступила в парі з Олександром Честних за Грузію. Брали участь у Чемпіонаті світу з фігурного катання 2000 року та Чемпіонаті Європи з фігурного катання, обидва рази посідаючи 16-те місце.
Вона є двоюрідною сестрою Юлії Обертас.